# Antonio José Cavanilles

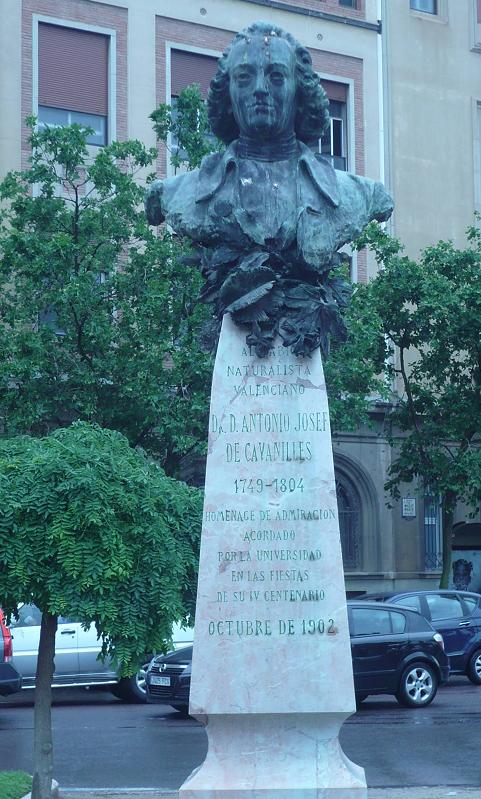
Cavanilles mellszobra Valenciában

Antonio José Cavanilles (Valencia, 1745. január 16. – Madrid, 1804. május 4.) spanyol botanikus. Botanikai szakmunkákban nevének rövidítése: „Cav.”.

## Életpályája
Eleinte a jezsuiták növendéke és pap volt, később Murciában bölcselettant adott elő, és 1777-ben del Infantado herceg gyermekei nevelőjéek ment Párizsba. Itt tíz évi tartózkodása alatt a növénytan tanulmányozására adta magát és Monadelphie classis dissertationes decem című munkát irt (Párizs, 1785–90, 2 kötet és Madrid 1790, 296 táblával), amellyel reformátori hírnevet szerzett magának. Spanyolországba visszatértével a spanyol flórában szerzett tanulmányait Icones et descriptiones plantarum, que aut sponte in Hispania crescunt aut in hortis hospitantur (Madrid 1791–1801, 6 kötet, 600 acélmetszettel) című nagy és díszes munkában adta ki. A kormány megbízta őt Spanyolország növénytani kutatásával.  Tanulmányait Valenciával kezdte és az eredményt Observaciones sobre la historia natural, geografia, agricultura del reyno de Valencia (Madrid 1795–97, 2 kötet) cim alatt bocsátotta közre. 1800-tól Prousttal együtt természetrajzi évkönyveket adott ki. 1801-ben a madridi füvészkert igazgatója lett. Hortus regius Madritensis című munkájának írása közben váratlanul érte a halál.

## Emlékezete
Több városban állítottak emlékművet a tiszteletére, így Madridban és Valenciában is.